# Загор'є (Солнечногорський міський округ)
Загор'є (рос. Загорье) — присілок Солнечногорського міського поселення у Солнечногорському районі Московської області Російської Федерації.

## Розташування
Загор'є входить до складу міського поселення Солнечногорськ, воно розташовано на північ від Солнечногорська, на березі озера Сенеж. Найближчі населені пункти Тимоново, Осипово.

## Населення
Станом на 2002 рік у присілку проживало 13 осіб, а в 2010 — 19 осіб.